# 陸軍糧秣本廠流山出張所
陸軍糧秣本廠流山出張所（りくぐんりょうまつほんしょうながれやましゅっちょうじょ）は、千葉県東葛飾郡流山町大字流山字東谷（現:流山市流山九丁目）にあった日本陸軍の糧秣を保管、供給する施設である。略称は「流山糧秣廠」。
本出張所の開設当初の名称は「陸軍糧秣本廠流山秣倉庫」で、太平洋戦争敗戦時の名称は「陸軍糧秣本廠流山出張所」。その間にも名称変更があったと推察されるが詳細は不明である。

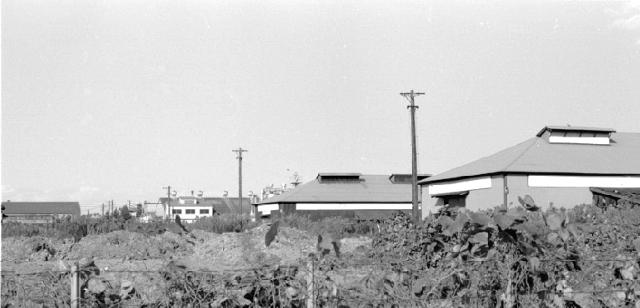
1977年当時の陸軍糧秣本廠流山出張所跡地（1977年11月23日）

糧秣廠とは、兵士の食糧と軍馬の飼料を管理した日本陸軍の部署である。糧秣本廠は東京府東京市深川区（現・東京都江東区深川）越中島にあったが、向島区本所（現・東京都墨田区本所）にあった軍馬用の飼料倉庫が手狭になったことと、飼料（干し草など）の自然発火の可能性などがあったため、本廠の出張所（倉庫）として流山出張所が設置された。
軍馬用の干し草と藁（わら）の主産地は、関東地方では流山町を中心とする千葉県や、近隣の茨城県であったため、流山町は江戸川の水運と鉄道（現在の常磐線と流鉄流山線）という物資輸送に有利な立地条件を持っていた。
このような事情から、本出張所の建設が1923年（大正12年）に開始され、1925年（大正14年）6月に完成した。
本出張所の所在地は、現在の流鉄流山線平和台駅の南西側で、
敷地面積は35,260坪（約116,562m2）、
建坪は3,560坪（約11,769m2）であった。
また、主な建造物は、1棟280坪（約926m2）の12棟の倉庫であった。

本出張所で管理した主な糧秣は、干し草、藁（わら）、牧草、大麦、燕麦、コーリャン、乾パン、肉の缶詰などで、近衛第一師団の各部隊に糧秣を供給し、宮内省や警視庁には牧草を供給した。

本出張所では干し草や牧草を圧搾機を使用して40kgに梱包する作業も行われた。

本出張所は1945年（昭和20年）、日本が太平洋戦争に敗戦し、解散した。

## 歴史

### 年表
（本節の参考文献は、特記以外『流山糧秣廠』（p28, p32 - p35）を参考文献とする）
- 1923年（大正12年）- 本出張所の建設工事開始。
- 1923年（大正12年）9月1日 - 関東大震災。江戸川堤防工事に被害が生じたため、本出張所の設計を変更。
- 1925年（大正14年）6月20日 - 建設工事完了。
- 1925年（大正14年）7月1日 - 開庁式[5]。初代所長は陸軍一等主計[6]清水貞。
- 1945年（昭和20年）2月24日 - 米軍の空襲により第2番倉庫東側と南側が大破し、付近は半径200mが小破。
- 1945年（昭和20年）5月頃 - 防空対策として倉庫数を半減する。
- 1945年（昭和20年）8月20日 - 糧秣本廠で所長会議を開き、終戦による残務整理のための要綱を文書で通知。
- 1945年（昭和20年）8月31日 - 出納簿締め切り。物資の品目と人員数を提出。
- 1945年（昭和20年）11月1日 - 運輸省に就職希望職員名簿を提出。
- 1946年（昭和21年）1月24日 - 隠匿物資が発覚し、朝日新聞に掲載される[7]。しかし、これは事実誤認である[8]。
- 1946年（昭和21年）2月1日 - 本出張所の管轄が運輸省に移り、運輸省東京鉄道局経理部隅田川用品庫流山支庫になり、職員約70名で業務開始し、開庁式を行う。
- 1949年（昭和24年）- 国鉄の合理化により流山用品庫が廃止となり、大蔵省へ管轄が移ると同時に、キッコーマンなどの民間に払い下げとなる。
- 1983年（昭和58年）4月7日 - 本出張所跡地の一部に千葉県立流山南高等学校が開校。
- 1993年（平成5年）11月11日 - 本出張所跡地の一部にイトーヨーカ堂流山店が開店[9]。

## 流山線からの引込線と出張所内の軌道
陸軍糧秣本廠流山出張所への引込線は現在の流鉄流山線平和台駅付近から分岐していた。引込線跡には架線柱が残っていた。陸軍糧秣本廠流山出張所については流山市立博物館に展示されており、陸軍糧秣本廠流山出張所内での引込線の配置や出張所内の軌道の線路配置が示されている。

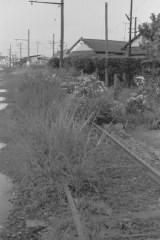
引込線跡（平和台駅方向を撮影）（1977年）
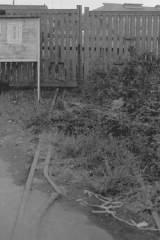
引込線跡（陸軍糧秣本廠跡入口）（1977年）

## 出張所跡地
1949年（昭和24年）に民間に払い下げられ、キッコーマン、三楽オーシャン、盛進製薬の工場などになった。現在はイトーヨーカドー流山店や千葉県立流山南高等学校、マンションになっており、引込線跡の痕跡はなくなっている。引込線の脇にあった木造平屋建ての流山市営住宅は取り壊され、移転した。

## 関連文献
- 奈良武次 著 著、黒沢文貴 編集代表 編『侍従武官長 奈良武次日記・回顧録』柏書房、2000年11月。ISBN 978-4760117512。
  - 張作林爆殺事件、五・一五事件、満州事変勃発期の証言および回想録などを収録した文献。
- 総武流山電鉄七十年史編纂委員会 編 編『総武流山電鉄七十年史』崙書房 製作、総武流山電鉄株式会社 発行、1986年3月14日 発行 エラー: 日付が正しく記入されていません。（説明）。千葉県立図書館 蔵。
- 瀧上浦治郎『元陸軍糧秣本廠流山出張所史』流山立正糧友会、1983年。流山市立図書館 蔵。